# Рајаковићи
Рајаковићи су насељено место у саставу Града Озља, до нове територијалне организације у саставу бивше општине Озаљ, у Карловачкој жупанији, Хрватска.

## Становништво

### Број становника по пописима
| Националност   | 2001. | 1991. | 1981. | 1971. | 1961. | 1953. | 1948. | 1931. | 1921. | 1910. | 1900. | 1890. | 1880. | 1869. | 1857. |
| бр. становника | 0     | 0     | 0     | 4     | 47    | 60    | 38    | 0     | 0     | 0     | 64    | 0     | 0     | 0     | 0     |

- напомене:

Исказује се као део насеља од 1900, а од 1953. као насеље. Од 1910. до 1931. подаци су садржани у насељу Секулићи. Од 1981. без становника.

### Национални састав
| Националност       | 1991. | 1981. | 1971.      | 1961.       |
| Хрвати             | 0     | 0     | 1 (25,00%) | 1 (2,12%)   |
| Срби               | 0     | 0     | 3 (75,00%) | 46 (97,87%) |
| Југословени        | 0     | 0     | 0          | 0           |
| остали и непознато | 0     | 0     | 0          | 0           |
| Укупно             | 0     | 0     | 4          | 47          |